# Rabia Şermi Kadın
Rabia Şermi Kadın o Râbi'a Şerm-î Kadınefendi ( en turco otomano: رابعہ شرمی قادین‎  ; " primavera " y " tranquilo "; fallecido; c. 1732; ); también conocida como Rabia Sultan en occidente, y de posible origen francés o húngaro, fue consorte del sultán Ahmed III y madre del sultán Abdul Hamid I. no alcanzó ser la Valide Sultan de su hijo porque falleció 42 años antes de que este ascendiera al trono.

## Vida
Su lugar de nacimiento y fecha son desconocidos, pero hay historiadores que calculan su posible nacimiento cerca de 1698 y que era francesa , junto con Emine Mihrişah, otra consorte de Ahmed, otras fuentes confirman que su origen era húngaro y que su nombre de nacimiento era Ida Kovac, pero esto último no está confirmado. Entró en el harén del sultán otomano Ahmed III en 1724 o antes y se convirtió en su tercer Kadın (consorte imperial); El 20 de marzo de 1725 dio a luz a su único hijo, Şehzade Abdul Hamid. En 1728, cuando tenía tres años, encargó una fuente en Şemsipaşa, Üsküdar. Ahmed fue depuesto en 1730 y su sobrino Mahmud I ascendió al trono. Şermi junto con otras damas del harén de Ahmed fueron al Palacio Eski (El antiguo palacio), en la plaza Beyazit.

## Muerte y secuelas
Şermi lamentablemente falleció en 1732; de una enfermedad o causa que se desconoce, dejando al pequeño Abdul Hamid de tan solo 7 años de edad sin madre. Luego fue confiado al cuidado de su medio hermano mayor Mustafa III, fue enterrada en el mausoleo de damas imperiales, en la Mezquita Nueva de Estambul.
Abdul Hamid ascendió al trono en 1774 tras la muerte de su medio hermano mayor Mustafa III. Sin embargo, nunca se le otorgó el título de Valide Sultan, ya que había muerto cuarenta y dos años antes de que Abdul Hamid ascendiera al trono. su hijo mando a construir la Mezquita Beylerbeyi en memoria de su difunta madre.

## Descendencia
Şermi como consorte de Ahmed, tuvo un hijo solamente:
- Abdul Hamid I ( Palacio de Topkapı, 20 de marzo de 1725 - Estambul, Turquía, 7 de abril de 1789, enterrado en la Tumba de Abdul Hamid I, Fatih, Estambul). Fue el 27° Sultán del Imperio Otomano, después de cuarenta y cuatro años de reclusión en los Kafes.